# Tuva

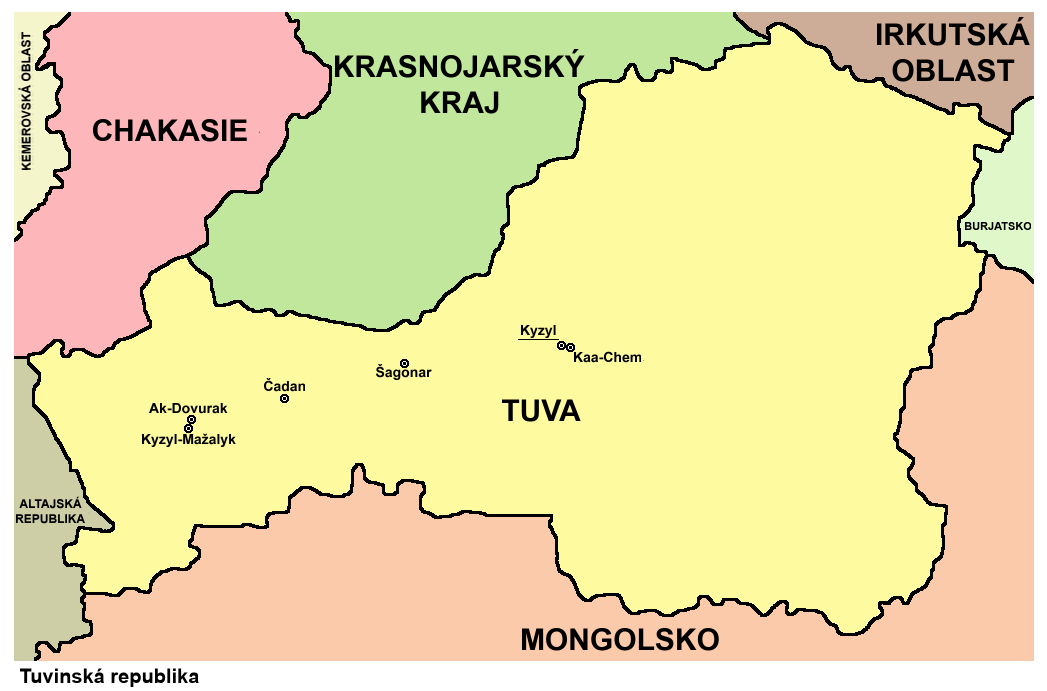

Tuva, plným názvem Tuvinská republika, rusky Республика Тыва nebo Тува́, tuvinsky Тыва Республика), je republika Ruské federace ležící na jižní Sibiři. Žije zde přibližně 338 tisíc obyvatel na rozloze 170 500 km². Hlavním městem je Kyzyl. Je začleněna do Sibiřského federálního okruhu.

## Historie
Do 18. století zemi kontrolovali Mongolové, poté ji, jako součást Vnějšího Mongolska, ovládla čchingská Čína a to až do roku 1911. Roku 1860 začalo ruské osidlování, na základě rusko-čínské smlouvy.[zdroj?] Během první čínské (sinchajské) revoluce v roce 1911 oblast obsadila ruská vojska a Tuva se stala formálně nezávislou pod ruským protektorátem. Během ruské občanské války zemi obsadili bolševici a v roce 1921 vyhlásili nezávislou Tuvinskou lidovou republiku (Tannu Tuva). Ta trvala až do roku 1944, kdy ji anektoval SSSR. O legálnosti tohoto aktu se v Tuvě dodnes vedou spory.[zdroj?]
Tannu-Tuva, Tannu-Tuva Ulus, tuvsky Tangdy-Tyva, byl původní název Tuvské republiky vzniklé v srpnu 1921. Tento název platil až do přijetí ústavy z roku 1926. Od té doby se užíval název Tuvská aratská republika (zkr. TAR), který se do ruštiny obvykle překládal jako Tuvinskaja Narodnaja Respublika (Tuvská lidová republika).

## Symboly

### Vlajka
Tuvinská vlajka je tvořena modrým listem o poměru stran 2:3, se žlutým klínem u žerdi. Vlajkový list je rozdělen na tři části modrými pruhy vytvářejícími dohromady podobu ležatého písmene „Y”, které jsou lemovány bílými pruhy.

## Geografie
Větší část republiky se nachází na náhorní plošině o průměrné nadmořské výšce 600 m. Tu obklopují vysoké hory – ze severní strany Západní Sajan (pohoří Sajany) a z jihu pohoří Tannu-Ola s nejvyšší horou Mongun Tajga (3351 m). Podnebí je drsné, kontinentální, s průměrnými teplotami −32 °C v lednu a 18 °C v červenci.

### Vodní zdroje
Téměř všechny řeky náleží k povodí Jeniseje. Hlavní řekou je Horní Jenisej, jehož dvě zdrojnice Velký a Malý Jenisej se stékají v Kyzylu. Západní část Tuvy odvodňuje levý přítok Jeniseje, řeka Chemčik. Na jihu ústí řeka Tes Chem do bezodtokého jezera Uvs núr. Většina řek má horský charakter. Jezera jsou převážně ledovcového nebo tektonického původu. Nacházejí se v Tuvinské kotlině (Nojo-chol, Todža, Many-chol) a také v horách na západě Tuvy (Chindiktig-chol, Kara-chol, Sut-chol). V Tuvinské kotlině se dále nachází průtočné jezero Čagytaj s odtokem a také bezodtoká jezera Chadyn a Čeder. V Uvsunurské kotlině na hranicích s Mongolskem se kromě bezodtokého jezera Uvs núr nachází ještě průtočné jezero Tere-chol.

## Obyvatelé
Asi 82 % obyvatel tvoří turkičtí Tuvinci, Rusů je 16,3 % a mají převahu hlavně ve městech. Mezi nejrozšířenější náboženství patří tibetský buddhismus, šamanismus a pravoslaví.

## Ekonomika
Kromě zemědělství (chovu sobů, jaků a velbloudů) je rozvinuta těžba nerostných surovin (hlavně uhlí, kobalt, zlato, železná ruda), kovozpracující, dřevozpracující a potravinářský průmysl. Většina průmyslu se nachází kolem hlavního města Kyzyl a druhého největšího města Ak-Dovurak.
Tuva nemá napojení na železnici. V roce 2018 bylo ohlášeno obnovení prací na 411 km dlouhé železnici z Kyzylu do Kuragina v Krasnojarském kraji.

## Další města
- Ak-Dovurak
- Čadan
- Šagonar
- Turan